# Pierwoząb świerkowy
Pierwoząb świerkowy (Protodontia piceicola (Kühner ex Bourdot) G.W. Martin) – gatunek grzybów z rzędu uszakowców. 

## Systematyka i nazewnictwo
Pozycja w klasyfikacji według Index Fungorum: Protodontia, Hyaloriaceae, Auriculariales, Auriculariomycetidae, Agaricomycetes, Agaricomycotina, Basidiomycota, Fungi.
Polską nazwę "pierwoząb świerkowy" podał Wojewoda w 1977.

## Występowanie i siedlisko
Występuje w Azji, Ameryce Północnej i Europie, w tym w Polsce. Saprotrof, który rośnie w lesie pierwotnym na martwym drewnie Picea abies.